# Aquamanile
 (juin 2012).
Si vous disposez d'ouvrages ou d'articles de référence ou si vous connaissez des sites web de qualité traitant du thème abordé ici, merci de compléter l'article en donnant les références utiles à sa vérifiabilité et en les liant à la section « Notes et références ».
Un aquamanile est une aiguière destinée au lavage des mains, dans une liturgie ou dans la vie courante. 
Le nom français aquamanile vient des deux mots latins signifiant eau (aqua) et main (manus).
Pour la plupart, les quelque 400 aquamaniles médiévaux parvenus jusqu'à nous sont faits en céramique ou en métal — alliage cuivreux ou métal précieux — et représentent un lion ou un autre animal.

## Historique de l'aquamanile
Les premiers aquamaniles apparaissent au Proche-Orient. En Europe, ils se répandent du haut Moyen Âge au moyen Âge tardif.
L'usage liturgique chrétien s'inspire d'un passage de l'évangile selon Matthieu, « la malédiction du sang » (Mt 27:25) :
lorsque le préfet de Judée, Pilate, se voit déférer Jésus de Nazareth, il doute de la culpabilité du Nazaréen, mais s'incline devant la foule qui choisit que soit libéré Barabbas et non Jésus. C'est en se lavant les mains qu'il se proclame « innocent du sang de ce juste ». Le sens symbolique de cette ablution purificatrice est clair pour les chrétiens du Moyen Âge européen.
Dans la liturgie catholique, le prêtre marque sa pureté avant le sacrifice en se lavant les mains entre l'offertoire et la consécration, et prononce ces mots du psaume 26 « Lavabo inter innocentes manus meas ». Ce lavement, purement symbolique et non hygiénique, nécessite l'eau, et deux récipients : celui d'où elle est versée, et celui dans lequel elle est recueillie ensuite.
.

## Formes
Les aquamaniles médiévaux en céramique commune glaçurée ne nous sont pas parvenus. Plus précieux étaient les aquamanile en métal, alliage cuivreux fondus à la cire perdue, et en métal précieux.
Les aquamaniles des collections publiques[Lesquelles ?] sont majoritairement des productions allemandes  des XIIIe et XIVe siècles, en alliages cuivreux. Ils se distinguent de l'aiguière commune par leur forme, l’œnochoé à son anse et, au tonnelet, le robinet. D'abord zoomorphe comme le rhyton antique, et ils sont plus tard anthropomorphes : chevalier, centaure, lai d'Aristote.
Le lion est le sujet le plus fréquent. Griffon et chimère ailée ne sont pas rares pour les aquamaniles orientaux anciens. La forme seule d'un aquamanile ne permet pas de déterminer qiel était son usage : les inventaires d'églises mentionnent des aquamaniles en forme de lion, dragon, oiseaux, etc.

## Autres dispositifs de lavement des mains
La puisette, petit récipient en alliage cuivreux à bec verseur et anse, est une alternative statique à l'aquamanile. Installée dans une niche, au-dessus d'un bassin mobile ou d'une cuvette d'évacuation, on la retrouve dans les deux univers sacré et profane. Elle compense la fixité de son emplacement en offrant à l'individu la possibilité de l'utiliser seul, au contraire de l'aquamanile, dont le poids joint au caractère précieux implique la présence d'un serviteur. La fontaine murale, récipient muni d'un robinet, est une variante de la puisette.
Un lavabo collectif, où l'eau se déversait d'un édicule muni d'une fontaine vers un bassin, pouvait être utilisé simultanément par plusieurs personnes, la fontaine dispensant bien plus d'eau qu'un aquamanile ou une puisette. On peut en voir une à l'abbaye du Thoronet.

## Galerie d'images

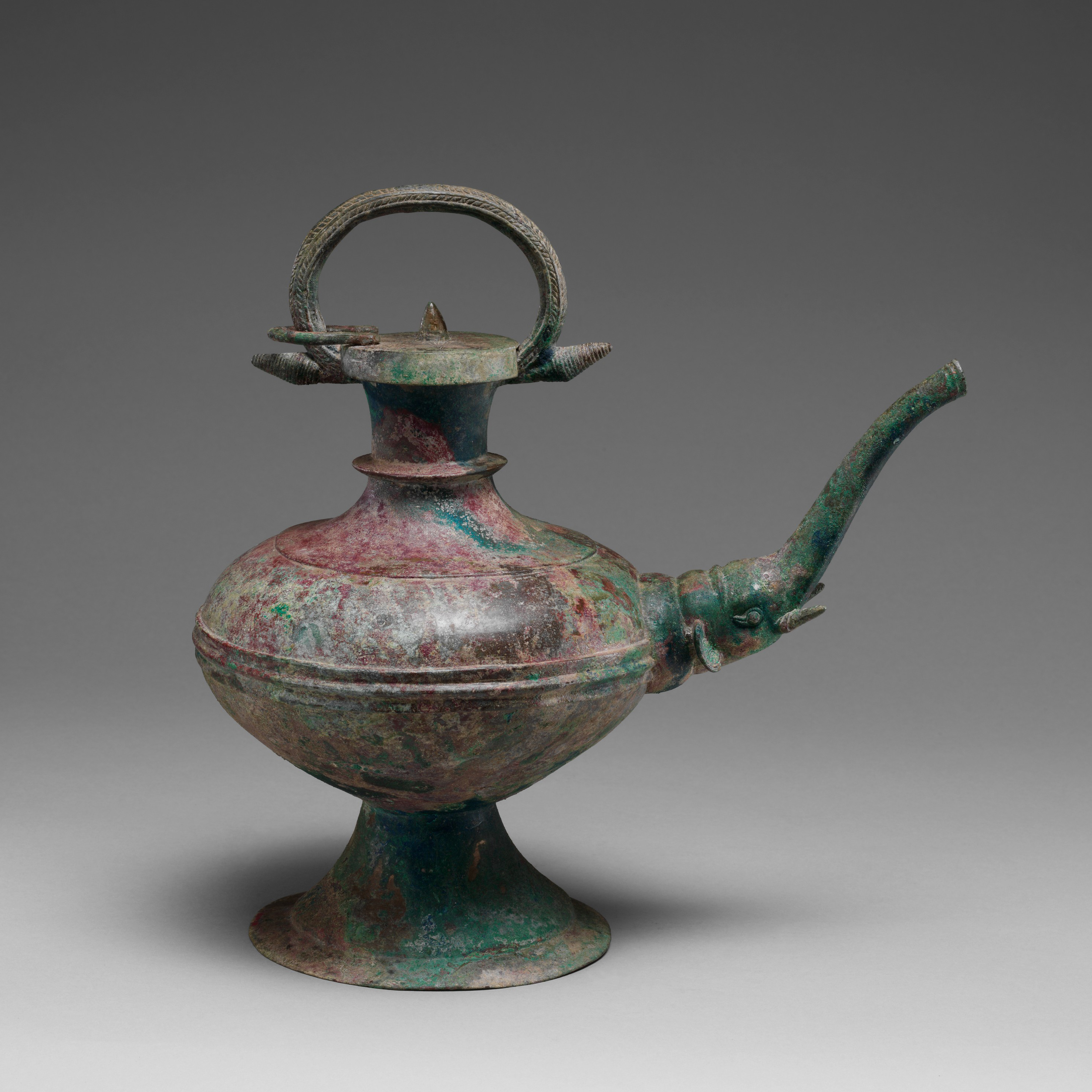
Bronze au bec verseur à tête d'éléphant, Viêt Nam, (ca. IIe – IIIe siècle)
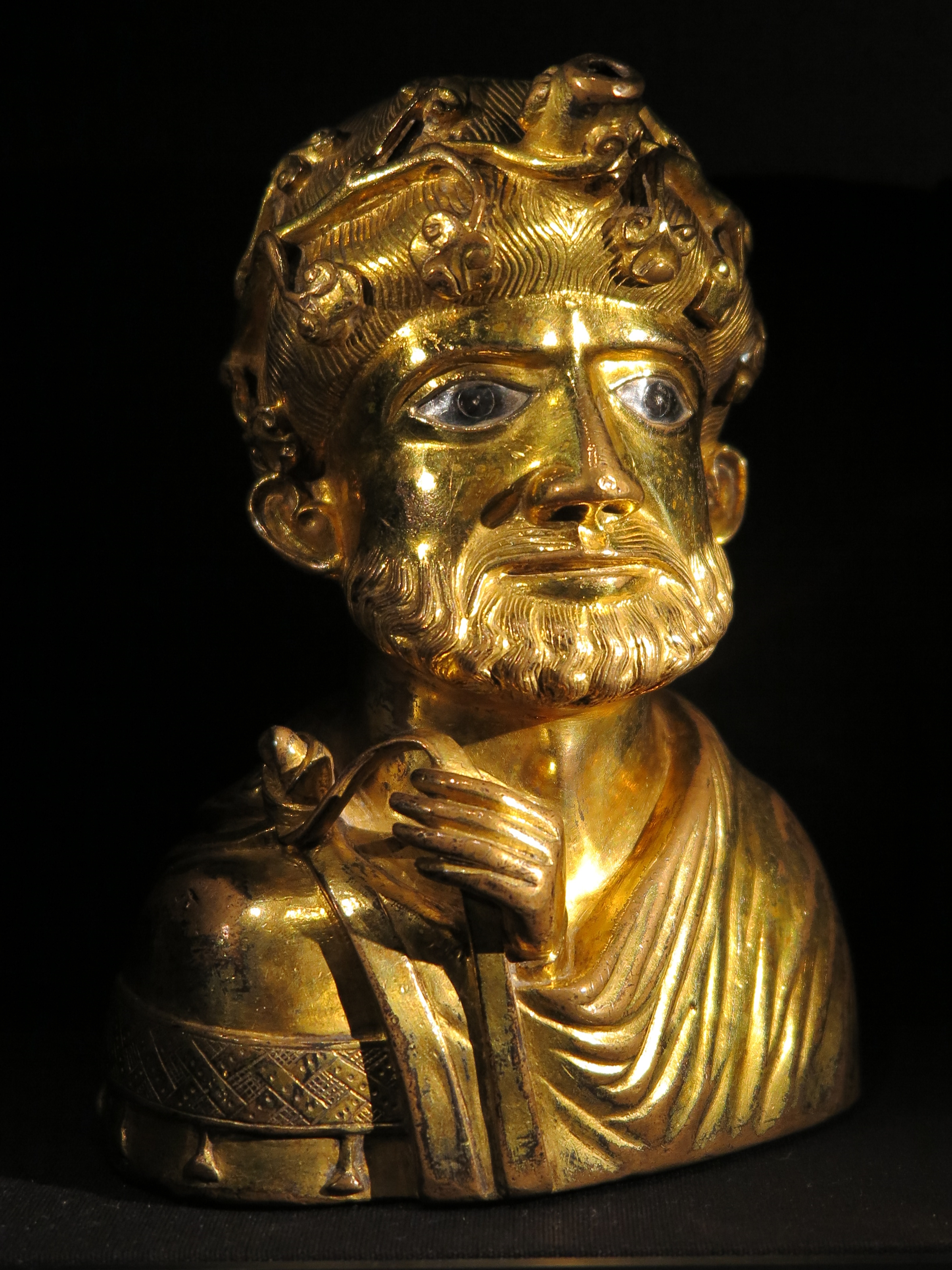
Cathédrale d'Aix-la-Chapelleca. 1170/80
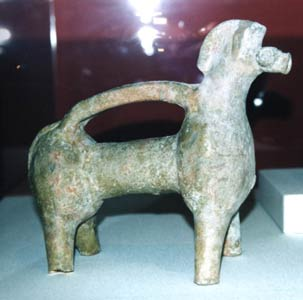
Céramique (ca. XIIe – XIVe siècle)
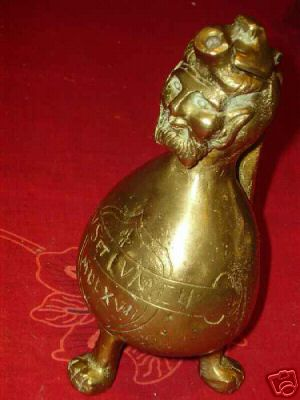
Aquamanile liturgique (ca. XVIe siècle)
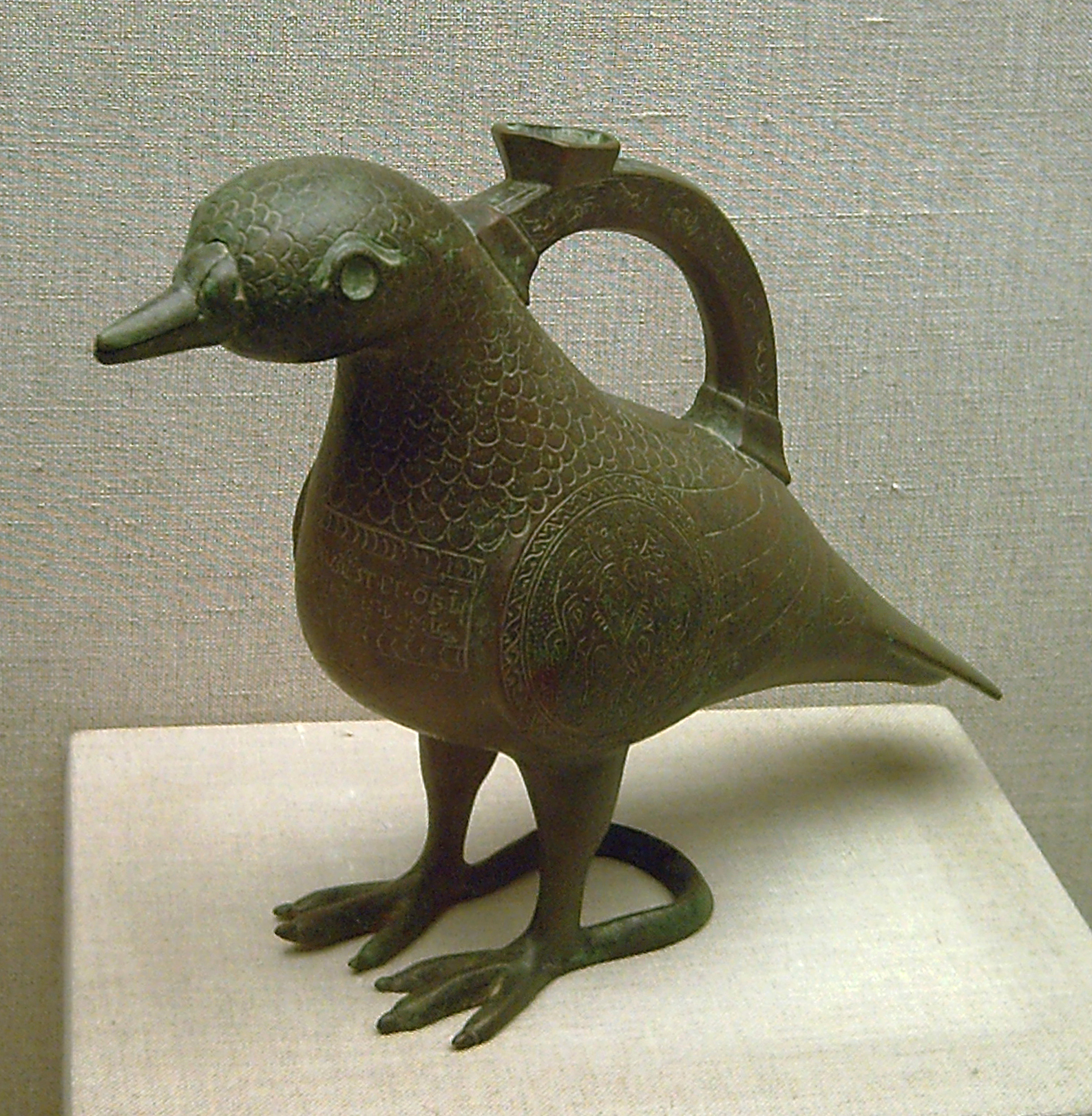
Bronze, Iran, ca. XIe – XIIe siècle
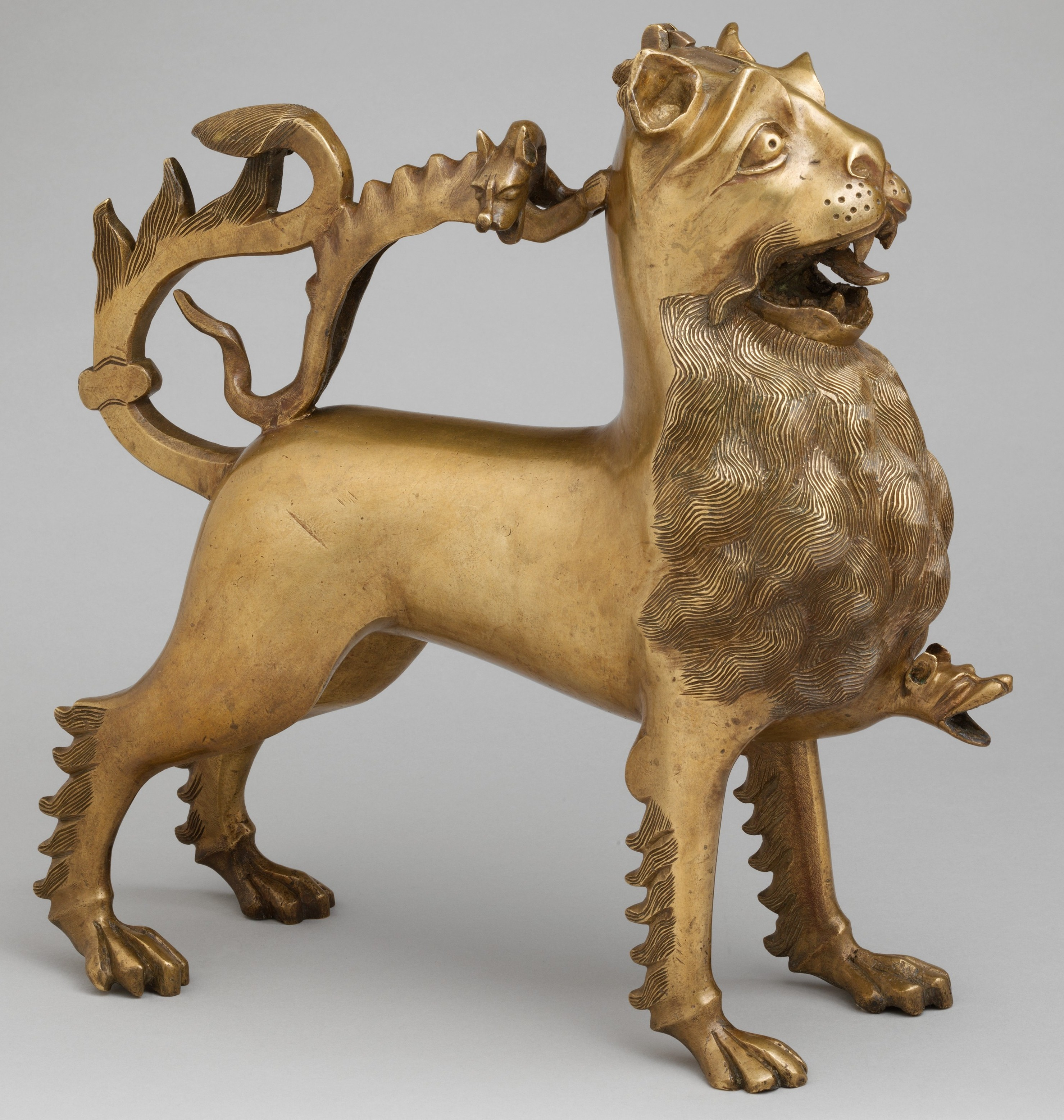
Aquamanile représentant un lion